# 메스토르
메스토르(Mestor)는 그리스 신화에 나오는 페르세우스와  안드로메다의 아들이다.  페르세스, 엘렉트리온, 알카이오스, 스테넬로스의 형제이며 고르고포네의 오빠이다. 펠롭스의 딸 리시디케와 결혼하여 딸 히포토에를 낳았다. 히포토에는 바다의 신 포세이돈과 정을 통하여 타피오스를 낳았다. 황금 머리카락을 지닌 프테렐라오스는 포세이돈과 히포토에의 아들이라고도 한다.